# Apoglaesoconis
Apoglaesoconis is een geslacht van insecten uit de familie van de dwerggaasvliegen (Coniopterygidae), die tot de orde netvleugeligen (Neuroptera) behoort.

## Soorten
- A. ackermani Grimaldi, 2000
- A. cherylae Engel, 2002
- A. luzzii Grimaldi, 2000
- A. swolenskyi Grimaldi, 2000